# Mirzapur-cum-Vindhyachal
Mirzapur-cum-Vindhyachal là một thành phố và là nơi đặt ban đô thị (municipal board) của quận Mirzapur thuộc bang Uttar Pradesh, Ấn Độ.

## Nhân khẩu
Theo điều tra dân số năm 2001 của Ấn Độ, Mirzapur-cum-Vindhyachal có dân số 205.264 người. Phái nam chiếm 54% tổng số dân và phái nữ chiếm 46%. Mirzapur-cum-Vindhyachal có tỷ lệ 62% biết đọc biết viết, cao hơn tỷ lệ trung bình toàn quốc là 59,5%: tỷ lệ cho phái nam là 69%, và tỷ lệ cho phái nữ là 54%. Tại Mirzapur-cum-Vindhyachal, 14% dân số nhỏ hơn 6 tuổi.